# Tapanila
Tapanila (en suédois : Mosabacka) est une section du quartier de Tapaninkylä et du district de Malmi à Helsinki, la capitale de la Finlande.

## Description
Tapanila a une superficie de 1,46 km2, sa population s'élève à 6 071 habitants(1.1.2010) pour 856 emplois(31.12.2011).

## Galerie

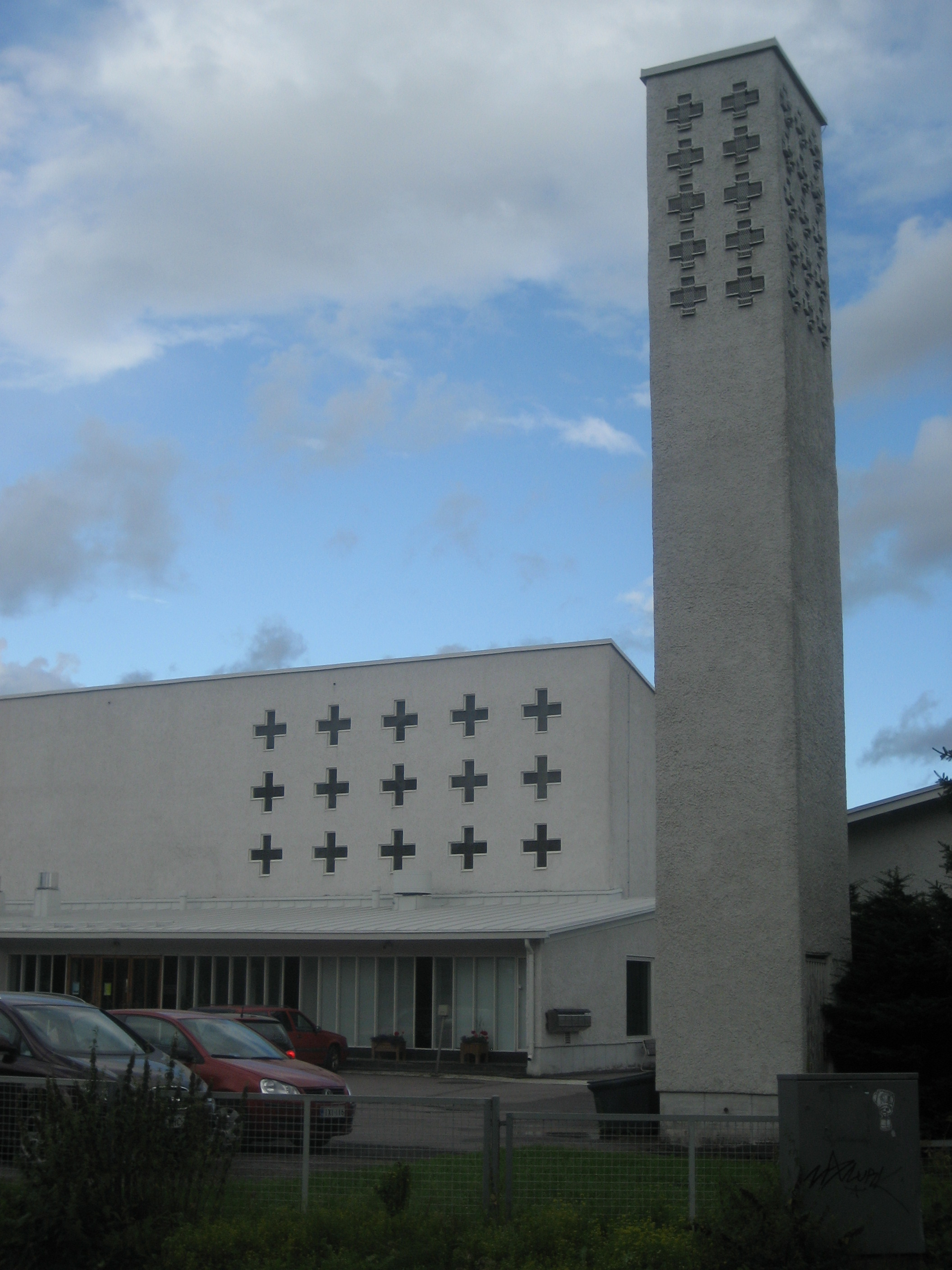
Église de Tapanila, architecte Pehr Björkval, 1957.
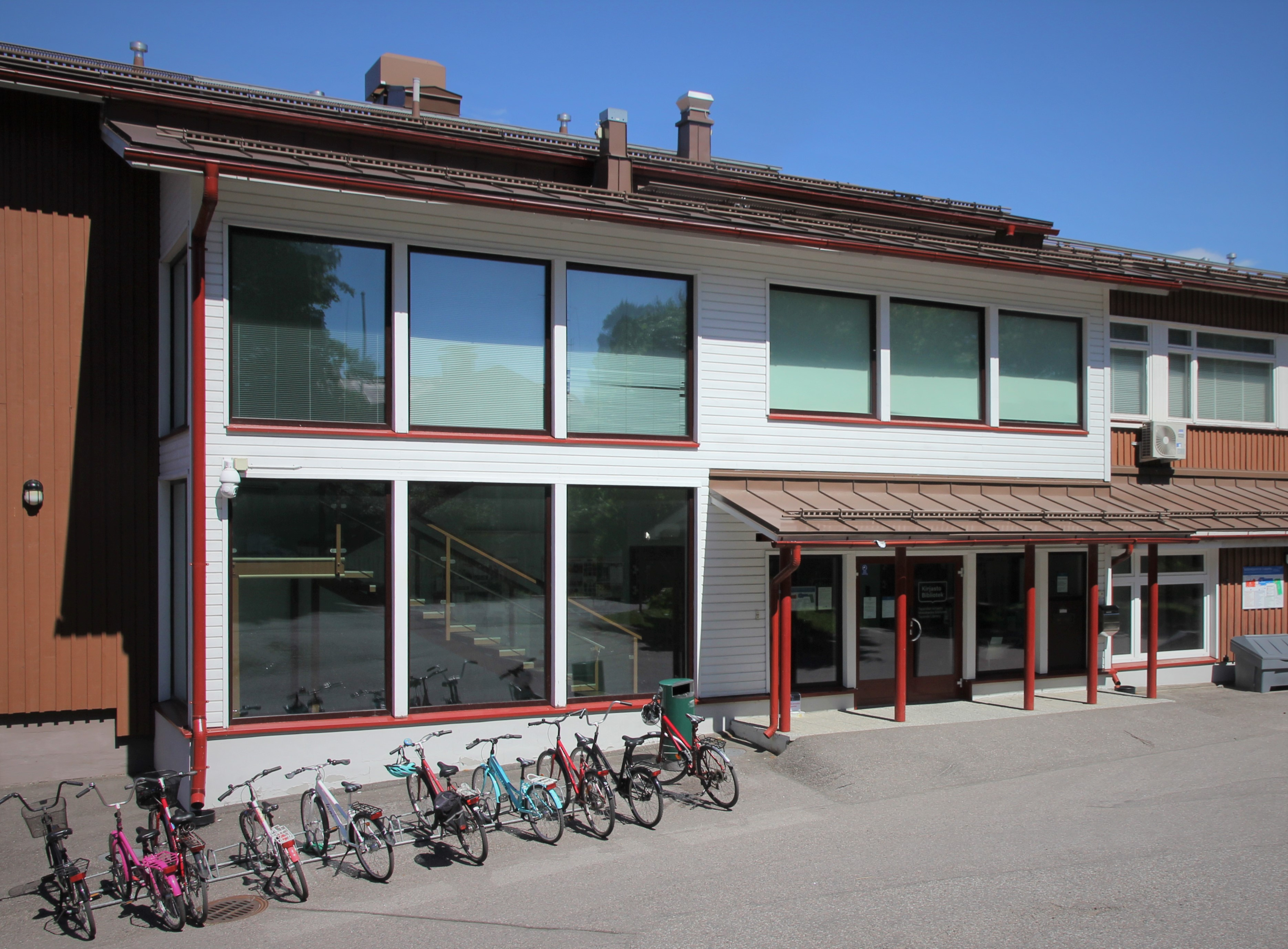
Bibliothèque de Tapanila